# Zarja
Zarja (rusky Заря́; „Úsvit“), označovaná také jako FGB (rusky функциона́льно-грузово́й блок;  funkcionalno-gruzovoj blok; „funkčně nákladní blok“") je první vypuštěný modul stanice ISS. Spolu s modulem Zvezda tvoří klíčovou část ruského segmentu stanice. Na oběžnou dráhu ho vynesla ruská třístupňová nosná raketa Proton-K dne 20. listopadu 1998.

## Historie

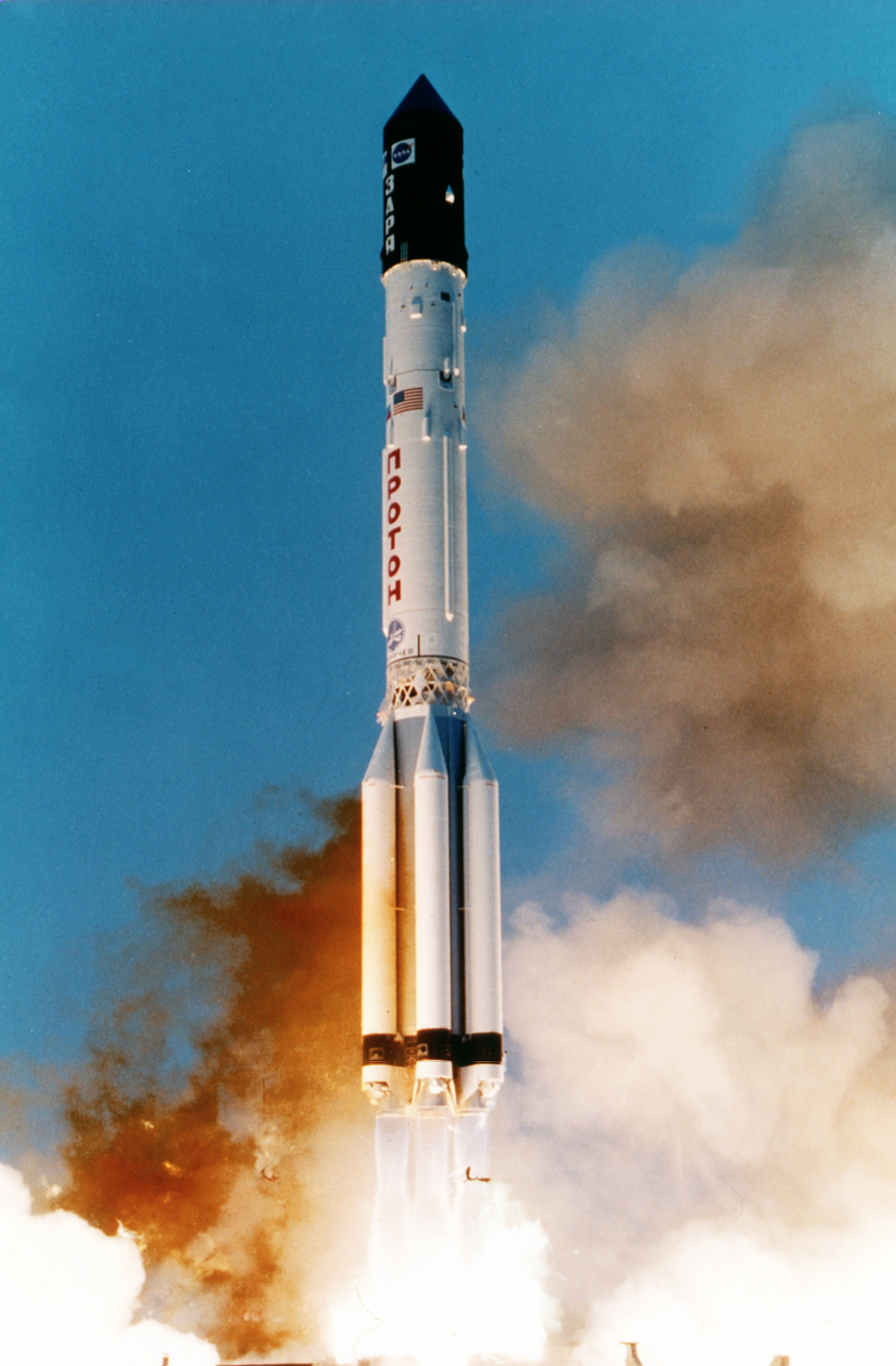
Start nosné rakety Proton-K s modulem Zarja

Název Zarja měl být použit i pro první sovětskou sérii kosmických stanic, ale později byl změněn na Saljut, („Pozdrav"), protože první čínská družice dostala stejné jméno.
Moduly podobné konstrukce se úspěšně používaly již jako součást stanic Saljut 6, Saljut 7, vojenské stanice Almaz a naposledy stanice Mir. Výzkum a vývoj konstrukce FGB zamýšlené původně pro použití ve stanici Mir-2 provedlo a zaplatilo Rusko, resp .později  a Sovětský svaz, Výstavbu FGB ale financovala americká strana a jeho vlastníkem je NASA; modul zařadila do svých plánů místo varianty "Bus-1" společnosti Lockheed Martin, protože byl výrazně levnější (220 milionů USD oproti 450 milionům USD).
Modul FGB postavilo mezi prosincem 1994 a lednem 1998 ruské Státní kosmické vědeckovýrobní středisko M. V. Chruničeva (GKNPC). NASA, která výrobu v Rusku zadala a modul vlastní, si FGB vybrala namísto modulu Bus-1 navrženého společností Lockheed Martin. Důvodem byly nižší finanční náklady (220 milionů dolarů namísto 450 milionů dolarů). GKNPC se smluvně zavázala postavit také duplicitní modul FGB-2 pro případ selhání FGB při vypuštění nebo navedení na potřebnou oběžnou dráhu. Po úspěšném startu Zarji byla výroba FGB-2 zastavena ve stavu 70procentní rozpracovanosti, ale nedokončený kus se později stal základem pro vybudování víceúčelového laboratorního modulu Nauka, který po dlouhých letech odkladů odstartoval a k ISS se připojil v červenci 2021.

## Popis modulu

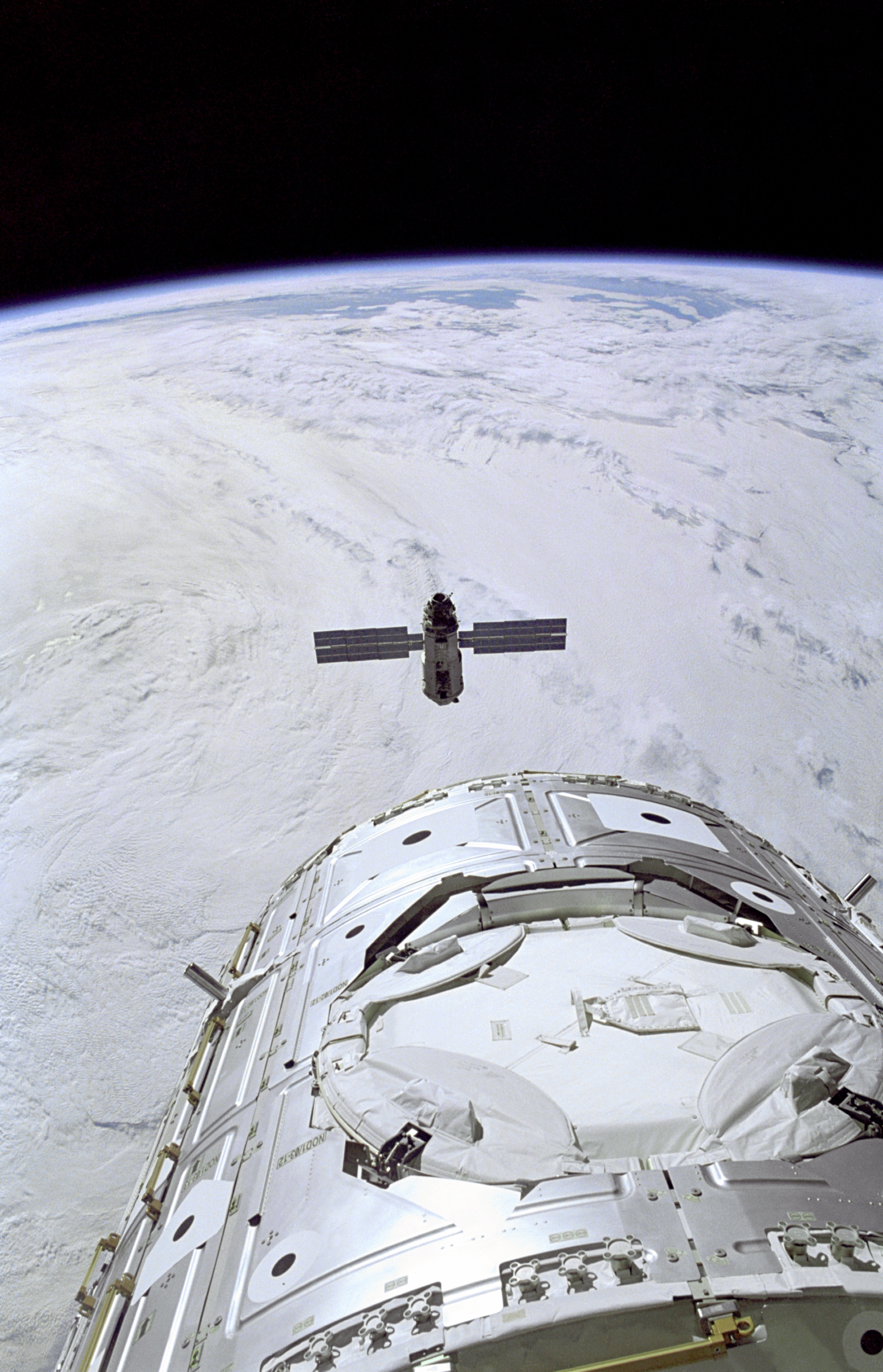
Modiul Unity ukotvený v nákladovém prostoru raketoplánu Endeavour se blíží k modulu Zarja, 16. prosince 2000.

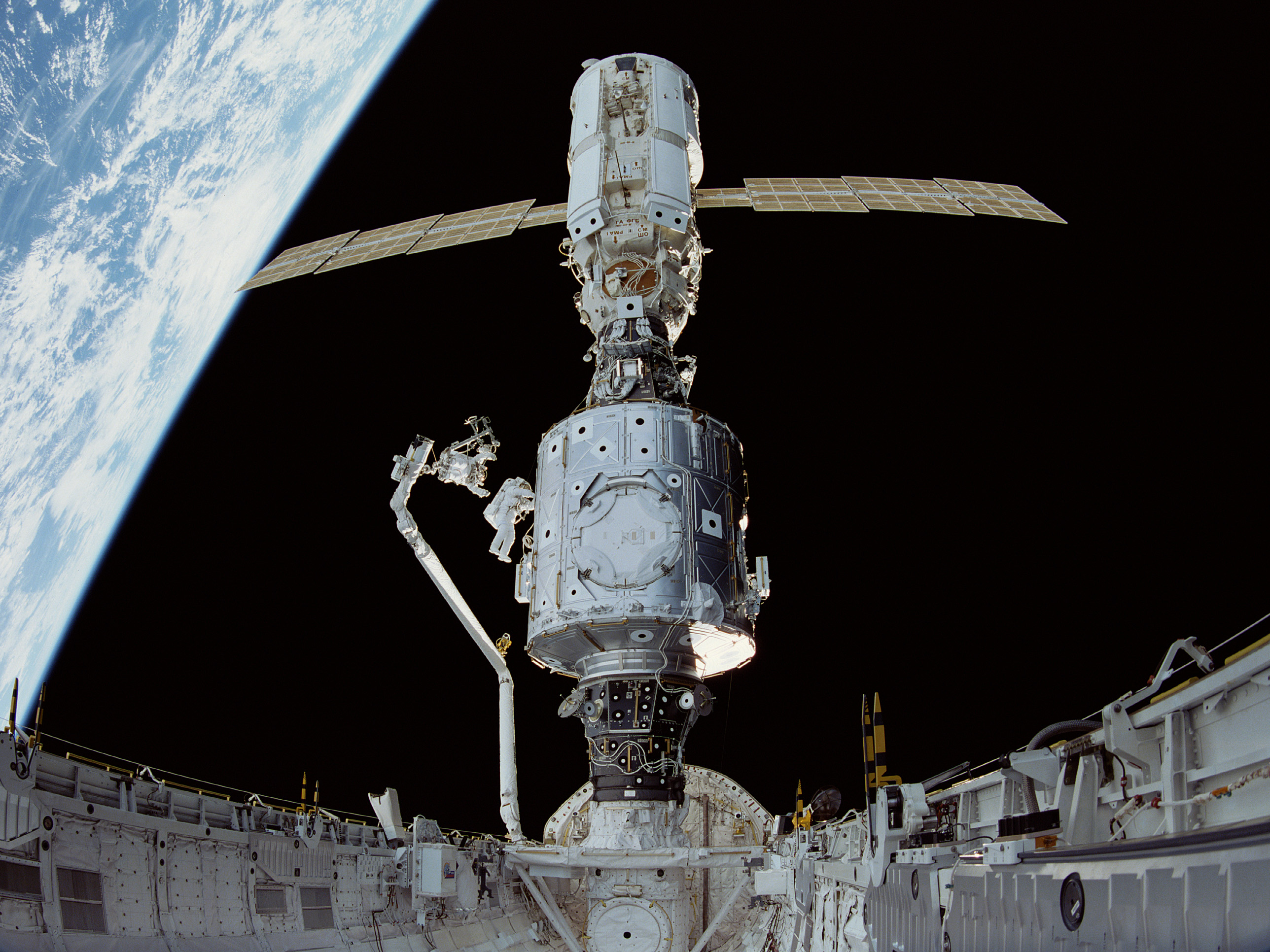
Zarja krátce po připojení k modulu Unity

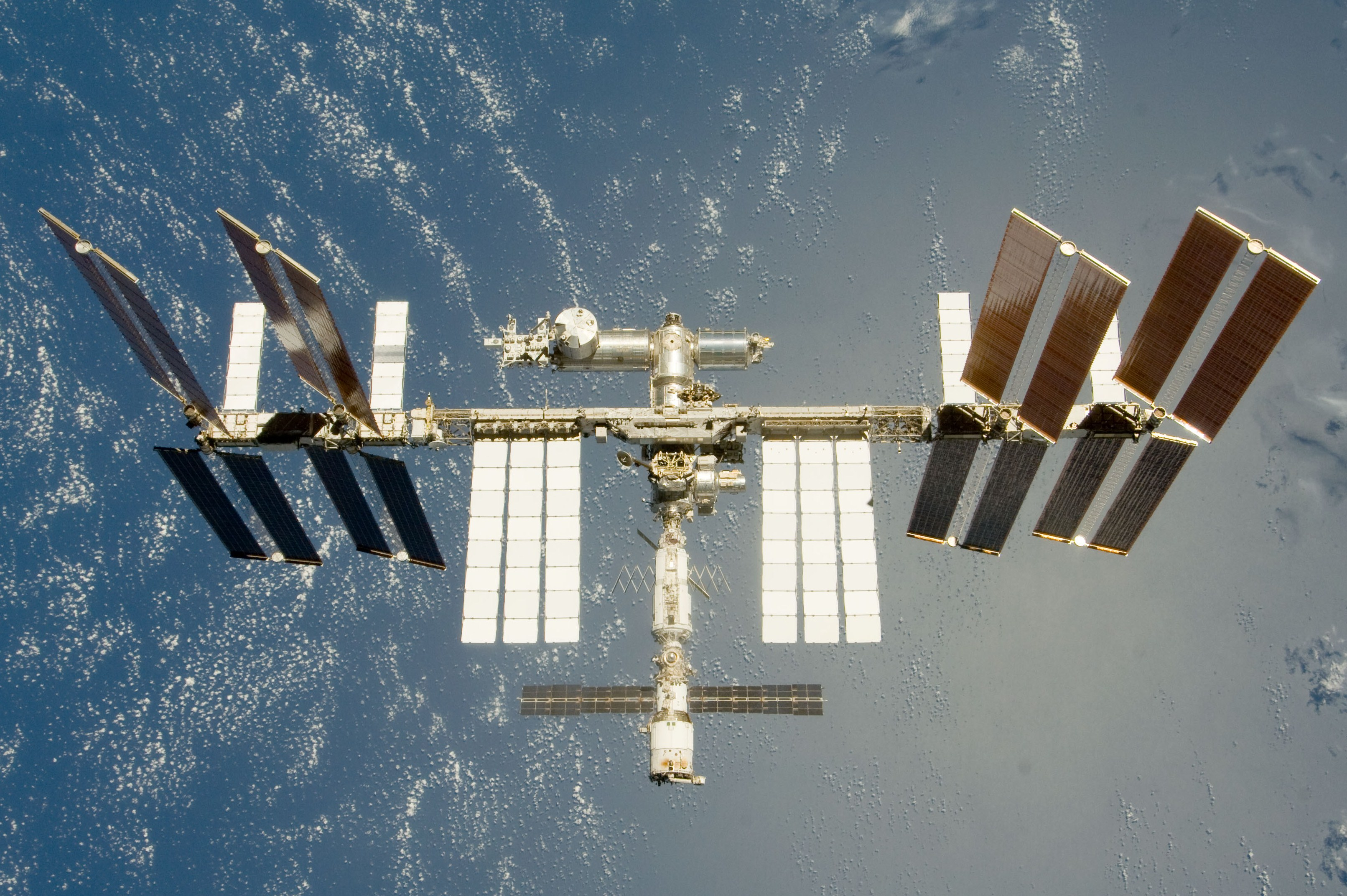
ISS v červenci 2009. Na svislé ose uprostřed Zvezda (s roztaženými solárními panely) a nad ní Zarja.

Zarja má válcový tvar s kulovitou přechodovou sekcí na přídi a kuželovitou zádí, o délce 12,99 metru (12,56 bez vodicích dílů stykovacího zařízení) a maximálním průměru 4,2 metru. Objem vnitřního hermetizovaného prostoru dosahuje 71,5 krychlového metru a hmotnost při vypuštění dosáhla 20 260 kg. Kombinace dvou solárních panelů o rozměrech 10,67 × 3,35 metru a šesti nikl-kadmiových baterií mohla poskytovat v průměru 3 kilowatty elektřiny – panely se však v současnosti nepoužívají a jsou částečně složeny, aby mohly být rozvinuty radiátory P1/S1 integrované příhradové konstrukce.
Modul je vybaven 24 středními a 12 malými tryskami pro korekci prostorové polohy a dvěma velkými tryskami pro velké změny oběžné dráhy. Ty jsou však po připojení modulu Zvezda trvale vyřazeny z provozu. Celkem 16 nádrží umístěných na vnější straně modulu pojme až 6,1 tuny paliva – kvůli obavám z dalšího zpoždění servisního modulu Zvezda vznesla NASA počátkem roku 1997 požadavek, aby byl FGB schopen nezávislého skladování a přenosu pohonných látek z kosmické lodi Progress i bez připojené Zvezdy. Nádrže nyní slouží jako dodatečné zásoby pro paliva pro motory modulu Zvezda.
Modul disponuje třemi spojovacími uzly, z čehož jeden je v ose modulu na zádi (Zarja aft) a dva v přechodové sekci – jeden také v ose modulu (Zarja forward) a druhý (v pravém úhlu vůči ose) míří k Zemi (Zarja nadir).

## Průběh letu
Zarja byla do vesmíru vynesena 20. listopadu 1998 ruskou raketou Proton-K z kosmodromu Bajkonur a během následujících dní byla několika orbitálními manévry navedena na cílovou, téměř kruhovou dráhu ve výši 400 kilometrů nad Zemí. Následně 4. prosince 1998 odstartoval raketoplán Endeavour na misi STS-88 a po dvou dnech letu se přiblížil se k Zarje. Poté posádka pomocí robotické ruky připojila modul Zarja k přechodovému modulu Unity umístěnému v nákladovém prostoru raketoplánu. V dalších pěti dnech astronauti Jerry Ross a James Newman uskutečnili 3 výstupy do volného prostoru o celkové délce 21 hodin a 22 minut, během nichž propojili kabely energetické a komunikační systémy obou modulů, instalovali na jejich povrchy zábradlí, antény a další vybavení, a také vstoupili dovnitř vznikající ISS a provedli tam základní oživovací činnosti. Spojené moduly pak byly od raketoplánu uvolněny 13. prosince 1998.
Ačkoli byl modul Zarja navržen pouze pro autonomní let po dobu šesti až osmi měsíců, kvůli zpoždění ruského servisního modulu Zvezda musel letět bezmála dva roky, po které plnil funkce zásobování stanice elektrickou energií a zajišťoval kontrolu orientace a udržování teploty. Zvezda byla nakonec vypuštěna 12. července 2000 a 26. července 2000 se připojila k modulu Zarja. Postupně pak od něj převzala většinu funkcí, zbylé byly s v dalších letech s postupným rozšiřováním stanice přeneseny i do jiných modulů, např. stabilizaci stanice převzala součást integrované příhradové konstrukce,  americká komponenta Z1 truss, jejíž gyroskopy značně šetří zásoby paliva. Zarja tak už plní pouze funkci skladu zásob a materiálu a skladu pohonných hmot, část prostoru je také vyčleněna pro automatické provádění vědeckých experimentů.

### Využití spojovacích portů modulu
Dva dokovací porty v ose modulu jsou trvale obsazeny dalšími moduly ISS – port Zarja aft modulem Zvezda a port Zarja forward modulem Unity, spojení Zarja–Unity přitom tvoří fyzickou hranici mezi ruským orbitálním segmentem (ROS) a americkým orbitálním segmentem (USOS). K zemi orientovaný port Zarja nadir byl v počátku existence stanice využíván pro připojování kosmických lodí Sojuz a Progress, a to až do roku 2010, kdy se k němu 18. května připojil malý výzkumný a spojovací modul Rassvet, přes nějž se k ISS připojují kosmické lodi .

### Přehled lodí připojených k ISS přes modul Zarja
| loď           | připojena          | odpojena          | dní |
| ------------- | ------------------ | ----------------- | --- |
| Progress M1-4 | 18. listopadu 2000 | 1. prosince 2000  | 13  |
| Progress M1-4 | 26. prosince 2000  | 8. února 2001     | 44  |
| Sojuz TM-31   | 24. února 2001     | 18. dubna 2001    | 53  |
| Sojuz TM-32   | 30. dubna 2001     | 19. října 2001    | 172 |
| Sojuz TM-33   | 23. října 2001     | 20. dubna 2002    | 179 |
| Sojuz TM-34   | 27. dubna 2002     | 9. listopadu 2002 | 197 |
| Sojuz TMA-2   | 28. dubna 2003     | 27. října 2003    | 183 |
| Sojuz TMA-4   | 21. dubna 2004     | 23. října 2004    | 186 |
| Sojuz TMA-5   | 29. listopadu 2004 | 24. dubna 2005    | 146 |
| Sojuz TMA-6   | 19. července 2005  | 10. října 2005    | 83  |
| Sojuz TMA-7   | 18. listopadu 2005 | 20. března 2006   | 122 |
| Sojuz TMA-8   | 1. dubna 2006      | 28. září 2006     | 181 |
| Sojuz TMA-9   | 10. října 2006     | 29.03.2007        | 170 |
| Sojuz TMA-10  | 9. dubna 2007      | 27.09.2007        | 171 |
| Sojuz TMA-11  | 12. října 2007     | 19. dubna 2008    | 190 |
| Progress M-64 | 16. května 2008    | 1. září 2008      | 108 |
| Sojuz TMA-13  | 14. října 2008     | 8. dubna 2009     | 176 |
| Sojuz TMA-15  | 29. května 2009    | 1. prosince 2009  | 186 |
| Sojuz TMA-17  | 22. prosince 2009  | 12. května 2010   | 141 |

(Všechny lodi byly připojeny k portu Zarja nadir, který míří k Zemi. Data odpovídají časům v UTC.)